# 岸恵子 (競艇選手)
岸 恵子（きし けいこ、1972年10月18日 - ）は、徳島県出身の元競艇選手。登録番号3674。身長155cm。血液型B型。73期。徳島支部所属。徳島市立高等学校卒業。同期に大庭元明、飯島昌弘、荒井輝年らがいる。

## 来歴
- 1993年、鳴門競艇場でデビューするも、緒戦でいきなりフライングを喫する[2]。
- 2000年2月29日、丸亀競艇場での「G1JAL女子王座決定戦競走」にG1初出場（2000年以前はG2）。
- 2006年4月16日、桐生競艇場での「G3女子リーグ第1戦 第26回群馬テレビ杯」でデビュー13年目にして初優勝。
- 2006年9月3日、宮島競艇場での「G3女子リーグ第8戦」で2度目の優勝。
- 2007年前期は初のA1級昇格を果たした。
- 2013年、第56回四国地区選手権・鳴門においてG1初優出（3着）。
- 2014年、新設の「G2 レディースチャレンジカップ競走」で優勝。
- 2025年、2月4日付で登録消除願を提出、現役を引退した[3]。